# Lichenoconium xanthoriae
Lichenoconium xanthoriae är en lavart som beskrevs av M.S. Christ. 1956. Lichenoconium xanthoriae ingår i släktet Lichenoconium, divisionen sporsäcksvampar och riket svampar.  Arten är reproducerande i Sverige. Inga underarter finns listade i Catalogue of Life.